# Sandra Pawełczak
Sandra Pawełczak (16 de julio de 1987) es una deportista polaca que compitió en piragüismo en la modalidad de aguas tranquilas. Ganó una medalla de bronce en el Campeonato Mundial de Piragüismo de 2010, en la prueba de K4 500 m, y tres medallas en el CCampeonato Europeo de Piragüismo entre los años 2007 y 2008.

## Palmarés internacional
| Campeonato Mundial | Campeonato Mundial  | Campeonato Mundial | Campeonato Mundial |
| Año                | Lugar               | Medalla            | Competición        |
| ------------------ | ------------------- | ------------------ | ------------------ |
| 2010               | Poznań (Polonia)    | Medalla de bronce  | K4 500 m           |
| Campeonato Europeo |                     |                    |                    |
| Año                | Lugar               | Medalla            | Competición        |
| 2007               | Pontevedra (España) | Medalla de bronce  | K4 500 m           |
| 2008               | Milán (Italia)      | Medalla de plata   | K2 200 m           |
| 2008               | Milán (Italia)      | Medalla de plata   | K2 1000 m          |